# Stará Paka (stacja kolejowa)
Stará Paka – stacja kolejowa w miejscowości Stará Paka, w kraju hradeckim, w Czechach. Znajduje się na wysokości 420 m n.p.m.
Jest zarządzana przez Správę železnic. Na stacji istnieje możliwość zakupu biletów i rezerwacji miejsc.

## Linie kolejowe
- 030 Jaroměř - Liberec
- 040 Chlumec nad Cidlinou – Trutnov
- 064 Mladá Boleslav – Stará Paka